# Podabrus lapponicus
Podabrus lapponicus är en skalbaggsart som först beskrevs av Leonard Gyllenhaal 1810.  Podabrus lapponicus ingår i släktet Podabrus, och familjen flugbaggar. Arten är reproducerande i Sverige.